# Pollex paraspina
Pollex paraspina là một loài bướm đêm thuộc họ Erebidae. Loài này có ở miền nam Sulawesi.
Sải cánh dài khoảng 10 mm. 